# Gatineau
Gatineau és una ciutat situada en el sud-oest de la província canadenca del Quebec, a la vora del riu Ottawa (i propera a la seva desembocadura en el riu Sant Llorenç).
Tercera ciutat amb major nombre de població de la província francòfona del Quebec. Per la seva població es troba després de Mont-real i de la capital provincial Ciutat de Quebec, però per sobre de Sherbrooke, Ville de Saguenay (antigament Chicoutimi-Jonquière), i Trois-Rivières, entre d'altres.
Situada enfront de la capital canadenca Ottawa, constitueixen juntes una conurbació la població de la qual ascendeix a més d'un milió de persones, de les quals 277.700 són habitants propis de Gatineau.
Antigament aquesta conurbació era coneguda com a Ottawa-Hull; no obstant això, en l'actualitat se li denomina Ottawa-Gatineau.

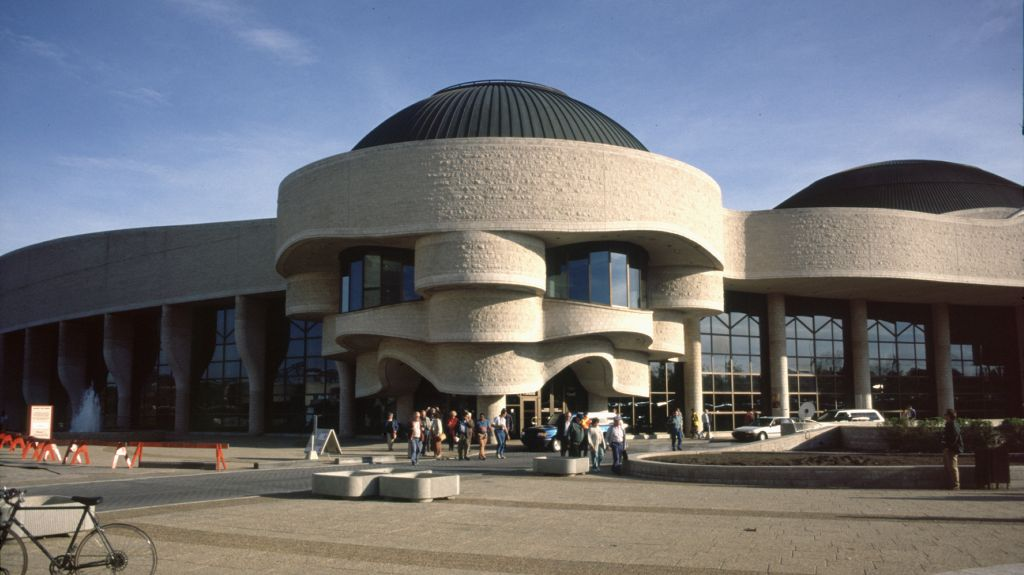
Museu Canadenc de la Civilització, Gatineau.

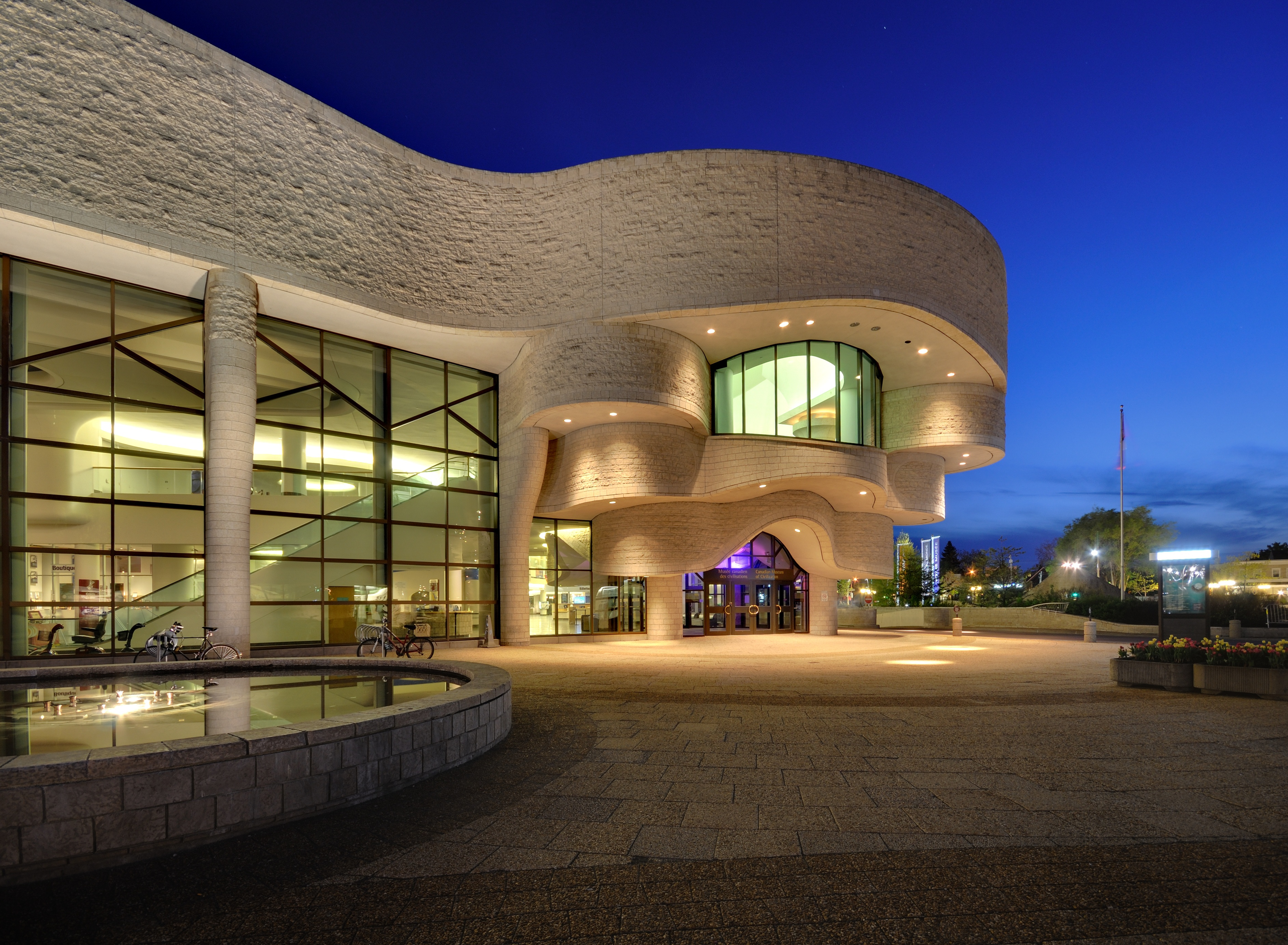
Museu Canadenc de la Civilització a la nit.